# Любовь и мистер Льюишем
«Любовь и мистер Льюишем» (англ. Love and Mr. Lewisham) — реалистический роман английского писателя Герберта Уэллса. Написан в 1900 году, впервые опубликован в том же году издательством «Harper Brothers» в Англии.

## Сюжет
Молодой мистер Льюишем, пока не имеющий жизненного опыта, живёт в маленьком провинциальном городке. Именно здесь он впервые влюбляется в красавицу Этель. Однако, вскоре он вынужден уехать в Лондон, чтобы получать образование, и Этель очень скоро вылетает из памяти Льюишема. В Лондоне он поступает в Имперский колледж Лондона.
Однажды он отправляется на спиритический сеанс со своим другом, чтобы доказать, что спиритизм — это ерунда. Там они ловят медиума, когда тот пытается их обмануть. Именно здесь Льюишем встречает Этель, которая, как оказывается, является родственницей медиума.